# أرنولد سكولنيك
أرنولد سكولنيك (25 فبراير 1937 - 27 يونيو 2022)، هو فنان مصمم جرافيك وناشر كتب أمريكي. أشهر أعماله هو الملصق الأصلي لعام 1969 لمعرض وودستوك للفنون والموسيقى.